# Campionati del mondo di atletica leggera indoor 2022 - Salto triplo femminile
La gara del salto triplo femminile dei campionati del mondo di atletica leggera indoor 2022 si è svolta il 20 marzo.

## Podio
| Pos.    | Atleta               | Nazionalità | Misura  |
| ------- | -------------------- | ----------- | ------- |
| Oro     | Yulimar Rojas        | Venezuela   | 15,74 m |
| Argento | Maryna Bech-Romančuk | Ucraina     | 14,74 m |
| Bronzo  | Kimberly Williams    | Giamaica    | 14,62 m |

## Situazione pre-gara

### Record
Prima di questa competizione, il record del mondo indoor e il record dei campionati erano i seguenti.
| Record                | Prestazione | Atleta                  | Data e luogo                    | Competizione                     |
| --------------------- | ----------- | ----------------------- | ------------------------------- | -------------------------------- |
| Record mondiale       | 15,43 m     | Yulimar Rojas Venezuela | 21 febbraio 2020 Madrid, Spagna | Meeting indoor di Madrid         |
| Record dei campionati | 15,36 m     | Tatyana Lebedeva Russia | 6 marzo 2004 Budapest, Ungheria | Campionati del mondo indoor 2004 |

### Campionesse in carica
Le campionesse in carica a livello mondiale erano:
| Campione        | Atleta                  | Prestazione | Data e luogo                         | Competizione                     |
| --------------- | ----------------------- | ----------- | ------------------------------------ | -------------------------------- |
| Olimpico        | Yulimar Rojas Venezuela | 15,67 m     | 1º agosto 2021 Tokyo, Giappone       | Giochi della XXXII Olimpiade     |
| Mondiale indoor | Yulimar Rojas Venezuela | 14,63 m     | 3 marzo 2018 Birmingham, Regno Unito | Campionati del mondo indoor 2018 |

### La stagione
Prima di questa gara, le atlete con le migliori tre prestazioni dell'anno erano:
| Pos. | Atleta                    | Prestazione | Data e luogo                             |
| ---- | ------------------------- | ----------- | ---------------------------------------- |
| 1    | Yulimar Rojas Venezuela   | 15,41 m     | 2 marzo 2022 Madrid, Spagna              |
| 2    | Thea LaFond Dominica      | 14,62 m     | 22 gennaio 2022 Albuquerque, Stati Uniti |
| 3    | Jasmine Moore Stati Uniti | 14,57 m     | 6 marzo 2022 Birmingham, Stati Uniti     |

## Risultati

### Finale
La finale diretta si è tenuta il 20 marzo alle ore 11:04.
| Pos | Atleta                  | Nazionalità | 1ª prova | 2ª prova | 3ª prova | 4ª prova | 5ª prova | 6ª prova | Risultato | Note                                     |
| --- | ----------------------- | ----------- | -------- | -------- | -------- | -------- | -------- | -------- | --------- | ---------------------------------------- |
|     | Yulimar Rojas           | Venezuela   | 15,19 m  | x        | 15,04 m  | x        | 15,36 m  | 15,74 m  | 15,74 m   | Record mondiale                          |
|     | Maryna Bech-Romančuk    | Ucraina     | 14,28 m  | 14,07 m  | x        | x        | x        | 14,74 m  | 14,74 m   | Miglior prestazione personale            |
|     | Kimberly Williams       | Giamaica    | 14,59 m  | x        | 14,40 m  | 13,79 m  | x        | 14,62 m  | 14,62 m   | Miglior prestazione personale stagionale |
| 4   | Thea LaFond             | Dominica    | 14,53 m  | x        | 13,81 m  | 14,84 m  | 14,43 m  | x        | 14,53 m   |                                          |
| 5   | Liadagmis Povea         | Cuba        | 14,16 m  | 14,37 m  | 14,22 m  | 14,43 m  | 14,45 m  | 14,15 m  | 14,45 m   | Miglior prestazione personale stagionale |
| 6   | Patrícia Mamona         | Portogallo  | 14,27 m  | 14,24 m  | 14,42 m  | x        | x        | 14,42 m  | 14,42 m   | Miglior prestazione personale stagionale |
| 7   | Keturah Orji            | Stati Uniti | 14,25 m  | 14,35 m  | 14,39 m  | 14,19 m  | 14,42 m  | 14,36 m  | 14,42 m   | Miglior prestazione personale stagionale |
| 8   | Ana Peleteiro           | Spagna      | 14,30 m  | 14,08 m  | x        | 14,25 m  | x        | 13,60 m  | 14,30 m   | Miglior prestazione personale stagionale |
| 9   | Kristiina Mäkelä        | Finlandia   | x        | x        | 14,14 m  |          |          |          | 14,14 m   | Miglior prestazione personale stagionale |
| 10  | Neja Filipič            | Slovenia    | 14,13 m  | x        | 13,83 m  |          |          |          | 14,13 m   | Miglior prestazione personale stagionale |
| 11  | Leyanis Pérez Hernández | Cuba        | 13,76 m  | x        | 13,99 m  |          |          |          | 13,99 m   |                                          |
| 12  | Neele Eckhardt-Noack    | Germania    | x        | 12,40 m  | 13,96 m  |          |          |          | 13,96 m   |                                          |
| 13  | Tori Franklin           | Stati Uniti | 13,89 m  | 13,63 m  | 13,71 m  |          |          |          | 13,89 m   |                                          |
| 14  | Hanna Minenko           | Israele     | x        | 13,83 m  | x        |          |          |          | 13,83 m   |                                          |
| 15  | Dariya Derkach          | Italia      | 13,67 m  | x        | 13,61 m  |          |          |          | 13,67 m   |                                          |
| 16  | Jovana Ilic             | Serbia      | 13,09 m  | 13,36 m  | 13,00 m  |          |          |          | 13,36 m   |                                          |